# Lista över avsnitt av Vem kan slå Filip och Fredrik
Detta är en lista över avsnitt av den svenska underhållningsprogrammet Vem kan slå Filip och Fredrik.

## Sammanfattning
| Säsong | Antal avsnitt | Programledare    | Utmanare                             | Sändningsdatum         | Tittarsiffror  |
| ------ | ------------- | ---------------- | ------------------------------------ | ---------------------- | -------------- |
| 1      | 9             | Ingvar Oldsberg  | Håkan Roswall                        | 9 – 11 september 2008  | Snitt: 645 000 |
| 1      | 9             | Ingvar Oldsberg  | Ivan Daza                            | 16 – 18 september 2008 | Snitt: 485 000 |
| 1      | 9             | Ingvar Oldsberg  | Jessica Brännström                   | 23 – 25 september 2008 | Snitt: 515 000 |
|        |               |                  |                                      |                        |                |
| 2      | 8             | Felix Herngren   | Anders Billquist                     | 18 oktober 2009        | 528 000        |
| 2      | 8             | Felix Herngren   | Idun Sundberg                        | 25 oktober 2009        | 542 000        |
| 2      | 8             | Felix Herngren   | Rikard Eklund / Johan Falkman        | 1 november 2009        | 535 000        |
| 2      | 8             | Felix Herngren   | Wilhelm Tersmeden                    | 8 november 2009        | 483 000        |
| 2      | 8             | Felix Herngren   | Annie Ericsson                       | 15 november 2009       | 546 000        |
| 2      | 8             | Felix Herngren   | David Wernering                      | 22 november 2009       | 570 000        |
| 2      | 8             | Felix Herngren   | Henrik Mossberg                      | 29 november 2009       | 533 000        |
| 2      | 8             | Felix Herngren   | Anna Jepson                          | 6 december 2009        | 610 000        |
|        |               |                  |                                      |                        |                |
| 3      | 10            | Pontus Gårdinger | Familjen Stenberg                    | 7 november 2010        | 418 000        |
| 3      | 10            | Pontus Gårdinger | Christoffer von Essen                | 14 november 2010       | 368 000        |
| 3      | 10            | Pontus Gårdinger | Syskonen Cardell                     | 21 november 2010       | 438 000        |
| 3      | 10            | Pontus Gårdinger | Familjen Mercil                      | 28 november 2010       | 395 000        |
| 3      | 10            | Pontus Gårdinger | Peter Rundberg                       | 5 december 2010        | 487 000        |
| 3      | 10            | Pontus Gårdinger | Michaela Wåhlberg                    | 12 december 2010       | 428 000        |
| 3      | 10            | Pontus Gårdinger | Olle Wallner                         | 19 december 2010       | 482 000        |
| 3      | 10            | Pontus Gårdinger | Stefan Holm (Holmgången)             | 21 – 23 december 2010  | Snitt: 423 000 |
|        |               |                  |                                      |                        |                |
| 4      | 6             | Claes Åkeson     | Felix Herngren & Thomas Bodström     | 23 oktober 2011        | 428 000        |
| 4      | 6             | Claes Åkeson     | Ola Rapace & Micke Leijnegard        | 30 oktober 2011        | 394 000        |
| 4      | 6             | Claes Åkeson     | Peter Magnusson & Hanna Ljungberg    | 6 november 2011        | 380 000        |
| 4      | 6             | Claes Åkeson     | Jonas Björkman & Thomas Johansson    | 13 november 2011       | 428 000        |
| 4      | 6             | Claes Åkeson     | Maria Wetterstrand & Frank Andersson | 20 november 2011       | 452 000        |
| 4      | 6             | Claes Åkeson     | Patrik Sjöberg & Mattias Sunneborn   | 27 november 2011       | 383 000        |
|        |               |                  |                                      |                        |                |
| 5      | 6             | Claes Åkeson     | Thomas Fogdö & Pernilla Wiberg       | 18 november 2012       | 371 000        |
| 5      | 6             | Claes Åkeson     | Henrik Larsson & Henrik Johnsson     | 25 november 2012       | 417 000        |
| 5      | 6             | Claes Åkeson     | Patrik Ekwall & Daniel Nannskog      | 2 december 2012        | 317 000        |
| 5      | 6             | Claes Åkeson     | Björn Ferry & Heidi Andersson        | 9 december 2012        | 399 000        |
| 5      | 6             | Claes Åkeson     | Dalibor Doder & Kim Andersson        | 16 december 2012       | 309 000        |
| 5      | 6             | Claes Åkeson     | Pär Lernström & Robin Paulsson       | 23 december 2012       | 191 000        |

## Säsong 1

### Avsnitt 1-3 – Håkan Roswall
| Tävling                                                  | Tävling              | Vinnare | Vinnare                                | Poäng   |
| -------------------------------------------------------- | -------------------- | ------- | -------------------------------------- | ------- |
| 1                                                        | Triathlon            |         | Fredrik Wikingsson (mot Håkan Roswall) | 0 - 1   |
| 2                                                        | Quiz: Vem är det?    |         | Filip Hammar (mot Håkan Roswall)       | 0 - 3   |
| 3                                                        | Straffar             |         | Håkan Roswall (mot Filip Hammar)       | 3 - 3   |
| 4                                                        | Vågen                |         | Håkan Roswall (mot Fredrik Wikingsson) | 7 - 3   |
| 5                                                        | Big Jump             |         | Fredrik Wikingsson (mot Håkan Roswall) | 7 - 8   |
| Ställningen efter del 1 \| 8 - 7 till Filip & Fredrik.   |                      |         |                                        |         |
| 6                                                        | Bordtennis           |         | Filip Hammar (mot Håkan Roswall)       | 7 - 14  |
| 7                                                        | Grävskopa            |         | Fredrik Wikingsson (mot Håkan Roswall) | 7 - 21  |
| 8                                                        | Quiz: Huvudräkning   |         | Fredrik Wikingsson (mot Håkan Roswall) | 7 - 29  |
| 9                                                        | Elchocken            |         | Håkan Roswall (mot Filip Hammar)       | 16 - 29 |
| Ställningen efter del 2 \| 29 - 16 till Filip & Fredrik. |                      |         |                                        |         |
| 10                                                       | Kortduellen          |         | Fredrik Wikingsson (mot Håkan Roswall) | 16 - 39 |
| 11                                                       | Vågmästaren          |         | Håkan Roswall (mot Filip Hammar)       | 27 - 39 |
| 12                                                       | Quiz: Var på kartan? |         | Håkan Roswall (mot Filip Hammar)       | 39 - 39 |
| 13                                                       | Ölunderläggskast     |         | Håkan Roswall (mot Fredrik Wikingsson) | 52 - 39 |
| 14                                                       | Quiz: Vem kan mest?  |         | Filip Hammar (mot Håkan Roswall)       | 52 - 53 |
| 15                                                       | Strutboll            |         | Fredrik Wikingsson (mot Håkan Roswall) | 52 - 68 |

- Håkan Rosvall förlorade tävlingen och 500 000 kr gick vidare till nästa vecka.

### Avsnitt 4-6 – Ivan Daza
| Tävling                                                | Tävling              | Vinnare | Vinnare                            | Poäng   |
| ------------------------------------------------------ | -------------------- | ------- | ---------------------------------- | ------- |
| 1                                                      | Höjdhopp             |         | Filip Hammar (mot Ivan Daza)       | 0 - 1   |
| 2                                                      | Quiz: Alias          |         | Fredrik Wikingsson (mot Ivan Daza) | 0 - 3   |
| 3                                                      | Memory               |         | Ivan Daza (mot Filip Hammar)       | 3 - 3   |
| 4                                                      | Stegen               |         | Fredrik Wikingsson (mot Ivan Daza) | 3 - 7   |
| Ställning efter del 1 \| 7 - 3 till Filip & Fredrik.   |                      |         |                                    |         |
| 5                                                      | Basketstraffar       |         | Filip Hammar (mot Ivan Daza)       | 3 - 12  |
| 6                                                      | Quiz: Var på kartan? |         | Fredrik Wikingsson (mot Ivan Daza) | 3 - 18  |
| 7                                                      | Stapla backar        |         | Ivan Daza (mot Fredrik Wikingsson) | 10 - 18 |
| 8                                                      | Quiz: Vem är det?    |         | Filip Hammar (mot Ivan Daza)       | 10 - 26 |
| 9                                                      | Timmer               |         | Ivan Daza (mot Fredrik Wikingsson) | 19 - 26 |
| Ställning efter del 2 \| 26 - 19 till Filip & Fredrik. |                      |         |                                    |         |
| 10                                                     | Handboll             |         | Filip Hammar (mot Ivan Daza)       | 19 - 36 |
| 11                                                     | Monstertruck         |         | Ivan Daza (mot Fredrik Wikingsson) | 30 - 36 |
| 12                                                     | Quiz: Musik          |         | Filip Hammar (mot Ivan Daza)       | 30 - 48 |
| 13                                                     | Balansgång           |         | Fredrik Wikingsson (mot Ivan Daza) | 30 - 61 |

- Ivan Daza förlorade tävlingen och 1 000 000 kr och en bil gick vidare till nästa vecka.

### Avsnitt 7-9 – Jessica Brännström
| Tävling                                                 | Tävling                  | Vinnare | Vinnare                                     | Poäng   |
| ------------------------------------------------------- | ------------------------ | ------- | ------------------------------------------- | ------- |
| 1                                                       | Spring-skytte            |         | Fredrik Wikingsson (mot Jessica Brännström) | 0 - 1   |
| 2                                                       | Quiz: Huvudräkning       |         | Fredrik Wikingsson (mot Jessica Brännström) | 0 - 3   |
| 3                                                       | 417 kg                   |         | Jessica Brännström (mot Filip Hammar)       | 3 - 3   |
| 4                                                       | Fälttävlan               |         | Jessica Brännström (mot Filip Hammar)       | 7 - 3   |
| Ställning efter del 1 \| 7 - 3 till Jessica Brännström. |                          |         |                                             |         |
| 5                                                       | Bardisken                |         | Jessica Brännström (mot Fredrik Wikingsson) | 12 - 3  |
| 6                                                       | Brottning                |         | Fredrik Wikingsson (mot Jessica Brännström) | 12 - 9  |
| 7                                                       | Tärning                  |         | Filip Hammar (mot Jessica Brännström)       | 12 - 16 |
| 8                                                       | Quiz: Sant eller Falskt? |         | Filip Hammar (mot Jessica Brännström)       | 12 - 24 |
| 9                                                       | Hålla andan              |         | Filip Hammar (mot Jessica Brännström)       | 12 - 33 |
| Ställning efter del 2 \| 33 - 12 till Filip & Fredrik.  |                          |         |                                             |         |
| 10                                                      | Dodgeball                |         | Fredrik Wikingsson (mot Jessica Brännström) | 12 - 43 |
| 11                                                      | Domino                   |         | Jessica Brännström (mot Filip Hammar)       | 23 - 43 |
| 12                                                      | Big Jump                 |         | Jessica Brännström (mot Fredrik Wikingsson) | 35 - 43 |
| 13                                                      | Quiz: Var på kartan?     |         | Filip Hammar (mot Jessica Brännström)       | 35 - 56 |
| 14                                                      | Ölunderläggskast         |         | Fredrik Wikingsson (mot Jessica Brännström) | 35 - 70 |

- Jessica Brännström förlorade tävlingen och förlorade också potten på 1 500 000 kr och en bil.

## Säsong 2

### Avsnitt 1 – Anders Billquist
| Tävling | Tävling                    | Vinnare | Vinnare                                             | Poäng  |
| ------- | -------------------------- | ------- | --------------------------------------------------- | ------ |
| 1       | Blåsa ut ljus              |         | Anders Billquist (mot Filip Hammar)                 | 1 - 0  |
| 2       | Ekorrhjulet                |         | Anders Billquist Kajsa Bergqvist                    | 3 - 0  |
| 3       | Quiz: Vem vet mest?        |         | Filip Hammar (mot Anders Billquist)                 | 3 - 3  |
| 4       | Slangen                    |         | Filip Hammar Fredrik Wikingsson                     | 3 - 7  |
| 5       | Quiz: Hur många bokstäver? |         | Anders Billquist (mot Filip Hammar)                 | 8 - 7  |
| 6       | Boxning                    |         | Fredrik Wikingsson (mot Anders Billquist)           | 8 - 13 |
| 7       | Tvillingmemory             |         | Filip Hammar (mot Anders Billquist)                 | 8 - 20 |
| 8       | Längdhopp                  |         | Fredrik Wikingsson (mot Kajsa Bergqvist) (Wildcard) | 8 - 28 |
| 9       | Quiz: Vem är det?          |         | Filip Hammar (mot Anders Billquist)                 | 8 - 37 |

- Anders Billquist förlorade tävlingen och 250 000 kr gick vidare till nästa vecka.

### Avsnitt 2 – Idun Sundberg
| Tävling | Tävling              | Vinnare | Vinnare                                   | Poäng   |
| ------- | -------------------- | ------- | ----------------------------------------- | ------- |
| 1       | Kaviarrace           |         | Filip Hammar (mot Idun Sundberg)          | 0 - 1   |
| 2       | Basket               |         | Filip Hammar Fredrik Wikingsson           | 0 - 3   |
| 3       | Quiz: Vilken flagga? |         | Idun Sundberg (mot Filip Hammar)          | 3 - 3   |
| 4       | Blindguidning        |         | Filip Hammar Fredrik Wikingsson           | 3 - 7   |
| 5       | Hopprep              |         | Idun Sundberg (mot Fredrik Wikingsson)    | 8 - 7   |
| 6       | Quiz: Vem vet mest?  |         | Filip Hammar (mot Idun Sundberg)          | 8 - 13  |
| 7       | Segway-race          |         | Stefan Holm (mot Fredrik Wikingsson)      | 15 - 13 |
| 8       | Korvvägning          |         | Idun Sundberg (mot Fredrik Wikingsson)    | 23 - 13 |
| 9       | Quiz: Var på kartan? |         | Stefan Holm (Wildcard) (mot Filip Hammar) | 32 - 13 |
| 10      | Långsam-cykel        |         | Idun Sundberg (mot Fredrik Wikingsson)    | 42 - 13 |

- Idun Sundberg vann tävlingen och kammade hem 500 000 kr.

### Avsnitt 3 – Rikard Eklund/Johan Falkman
| Tävling | Tävling              | Vinnare | Vinnare                                            | Poäng   |
| ------- | -------------------- | ------- | -------------------------------------------------- | ------- |
| 1       | Blåsa ballong        |         | Filip Hammar (mot Rikard Eklund)                   | 0 - 1   |
| 2       | Bordtennis           |         | Rikard Eklund Peter Forsberg                       | 2 - 1   |
| 3       | Quiz: Huvudräkning   |         | Fredrik Wikingsson (mot Rikard Eklund)             | 2 - 4   |
| 4       | Hoppa prick          |         | Fredrik Wikingsson (mot Rikard Eklund) (Walkover)  | 2 - 8   |
| 5       | Depåstopp            |         | Johan Falkman Peter Forsberg                       | 7 - 8   |
| 6       | Golfputt             |         | Peter Forsberg (Wildcard) (mot Fredrik Wikingsson) | 13 - 8  |
| 7       | Quiz: Baklängesmusik |         | Johan Falkman (mot Filip Hammar)                   | 20 - 8  |
| 8       | Burfotboll           |         | Fredrik Wikingsson (mot Johan Falkman)             | 20 - 16 |
| 9       | Quiz: Vilken fågel?  |         | Johan Falkman (mot Fredrik Wikingsson)             | 29 - 16 |
| 10      | Bollplanket          |         | Johan Falkman (mot Filip Hammar)                   | 39 - 16 |

- Rikard Eklund & Johan Falkman vann tävlingen och kammade hem 250 000 kr.

### Avsnitt 4 – Wilhelm Tersmeden
| Tävling | Tävling            | Vinnare | Vinnare                                             | Poäng   |
| ------- | ------------------ | ------- | --------------------------------------------------- | ------- |
| 1       | Boxbollen          |         | Wilhelm Tersmeden (mot Fredrik Wikingsson)          | 1 - 0   |
| 2       | Slå i spik         |         | Wilhelm Tersmeden Pernilla Wiberg                   | 3 - 0   |
| 3       | Quiz: Hur många?   |         | Filip Hammar (mot Wilhelm Tersmeden)                | 3 - 3   |
| 4       | Hundspannet        |         | Wilhelm Tersmeden Pernilla Wiberg                   | 7 - 3   |
| 5       | Medelsvensson      |         | Filip Hammar (mot Wilhelm Tersmeden)                | 7 - 8   |
| 6       | Balansbana         |         | Fredrik Wikingsson (mot Pernilla Wiberg) (Wildcard) | 7 - 14  |
| 7       | Quiz: Huvudräkning |         | Fredrik Wikingsson (mot Wilhelm Tersmeden)          | 7 - 21  |
| 8       | Höjdhopp           |         | Wilhelm Tersmeden (mot Filip Hammar)                | 15 - 21 |
| 9       | Quiz: Vem är det?  |         | Filip Hammar (mot Wilhelm Tersmeden)                | 15 - 30 |
| 10      | Sökmotorn          |         | Wilhelm Tersmeden (mot Filip Hammar)                | 25 - 30 |
| 11      | Straffar           |         | Filip Hammar (mot Wilhelm Tersmeden)                | 25 - 41 |

- Wilhelm Tersmeden förlorade tävlingen och 250 000 kr gick vidare till nästa vecka.

### Avsnitt 5 – Annie Ericsson
| Tävling | Tävling                   | Vinnare | Vinnare                                               | Poäng  |
| ------- | ------------------------- | ------- | ----------------------------------------------------- | ------ |
| 1       | Tända ljus                |         | Annie Ericsson (mot Filip Hammar)                     | 1 - 0  |
| 2       | Stocken                   |         | Annie Ericsson Magnus Samuelsson                      | 3 - 0  |
| 3       | Quiz: Vilket år?          |         | Filip Hammar (mot Annie Ericsson)                     | 3 - 3  |
| 4       | BMX                       |         | Fredrik Wikingsson (mot Annie Ericsson)               | 3 - 7  |
| 5       | Handboll                  |         | Filip Hammar Fredrik Wikingsson                       | 3 - 12 |
| 6       | Ett skepp kommer lastat   |         | Annie Ericsson (mot Filip Hammar)                     | 9 - 12 |
| 7       | Quiz: Vilket födelseland? |         | Filip Hammar (mot Annie Ericsson)                     | 9 - 19 |
| 8       | Blåsboll                  |         | Fredrik Wikingsson (mot Magnus Samuelsson) (Wildcard) | 9 - 27 |
| 9       | Burkpyramiden             |         | Fredrik Wikingsson (mot Annie Ericsson)               | 9 - 36 |

- Annie Ericsson förlorade tävlingen och 500 000 kr gick vidare till nästa vecka.

### Avsnitt 6 – David Wernering
| Tävling | Tävling              | Vinnare | Vinnare                                  | Poäng   |
| ------- | -------------------- | ------- | ---------------------------------------- | ------- |
| 1       | Dragkamp             |         | Fredrik Wikingsson (mot David Wernering) | 0 - 1   |
| 2       | Basket               |         | Filip Hammar Fredrik Wikingsson          | 0 - 3   |
| 3       | Quiz: Baklängesmusik |         | Filip Hammar (mot David Wernering)       | 0 - 6   |
| 4       | Bilfotboll           |         | David Wernering Ara Abrahamian           | 4 - 6   |
| 5       | Quiz: Vilket land?   |         | Filip Hammar (mot David Wernering)       | 4 - 11  |
| 6       | 3-hjulingen          |         | David Wernering Ara Abrahamian           | 10 - 11 |
| 7       | Klätterväggen        |         | Fredrik Wikingsson (mot David Wernering) | 10 - 18 |
| 8       | Quiz: Vem vet mest?  |         | Filip Hammar (mot David Wernering)       | 10 - 26 |
| 9       | Domino               |         | Fredrik Wikingsson (mot David Wernering) | 10 - 35 |

- David Wernering förlorade tävlingen och 750 000 kr gick vidare till nästa vecka.

### Avsnitt 7 – Henrik Mossberg
| Tävling | Tävling                    | Vinnare | Vinnare                                   | Poäng   |
| ------- | -------------------------- | ------- | ----------------------------------------- | ------- |
| 1       | Klubban                    |         | Henrik Mossberg (mot Fredrik Wikingsson)  | 1 - 0   |
| 2       | Bänkpress                  |         | Filip Hammar Fredrik Wikingsson           | 1 - 2   |
| 3       | Quiz: Vilken blomma?       |         | Filip Hammar (mot Henrik Mossberg)        | 1 - 5   |
| 4       | Hinderbanan                |         | Henrik Mossberg (mot Fredrik Wikingsson)  | 5 - 5   |
| 5       | Quiz: Hur många bokstäver? |         | Fredrik Wikingsson (mot Henrik Mossberg)  | 5 - 10  |
| 6       | Blåsboll                   |         | Filip Hammar Fredrik Wikingsson           | 5 - 16  |
| 7       | Quiz: Litteraturvetenskap  |         | Åsa Sandell (Wildcard) (mot Filip Hammar) | 12 - 16 |
| 8       | Kula                       |         | Henrik Mossberg (mot Fredrik Wikingsson)  | 20 - 16 |
| 9       | Quiz: Vem är det?          |         | Filip Hammar (mot Henrik Mossberg)        | 20 - 25 |
| 10      | Kulan i röret              |         | Filip Hammar (mot Henrik Mossberg)        | 20 - 35 |

- Henrik Mossberg förlorade tävlingen och 1 000 000 kr gick vidare till nästa vecka.

### Avsnitt 8 – Anna Jepson
| Tävling | Tävling                 | Vinnare | Vinnare                                            | Poäng   |
| ------- | ----------------------- | ------- | -------------------------------------------------- | ------- |
| 1       | Längdspott              |         | Fredrik Wikingsson (mot Anna Jepson)               | 0 - 1   |
| 2       | Innebandy               |         | Anna Jepson Jonas Björkman                         | 2 - 1   |
| 3       | Quiz: Vilken flagga?    |         | Filip Hammar (mot Anna Jepson)                     | 2 - 4   |
| 4       | Bärsärk                 |         | Filip Hammar Fredrik Wikingsson                    | 2 - 8   |
| 5       | Bardisken               |         | Filip Hammar (mot Anna Jepson)                     | 2 - 13  |
| 6       | Quiz: Hur många?        |         | Filip Hammar (mot Anna Jepson)                     | 2 - 19  |
| 7       | Dra bil                 |         | Jonas Björkman (Wildcard) (mot Fredrik Wikingsson) | 9 - 19  |
| 8       | Golfputt                |         | Fredrik Wikingsson (mot Anna Jepson)               | 9 - 27  |
| 9       | Quiz: Vilket grundämne? |         | Anna Jepson (mot Fredrik Wikingsson)               | 18 - 27 |
| 10      | Hanoi's torn            |         | Anna Jepson (mot Filip Hammar)                     | 28 - 27 |
| 11      | Kort saknas             |         | Fredrik Wikingsson (mot Anna Jepson)               | 28 - 38 |

- Anna Jepson förlorade tävlingen och möjligheten att kamma hem 1 250 000 kr.

## Säsong 3

### Avsnitt 1 – Familjen Stenberg
Filip och Fredrik mötte familjen Stenberg som bestod av mamma Carina, sönerna Jan-Ola och Johnny, och dottern Åsa Aronsson. Programmet sändes 7 november 2010.
| Tävling | Tävling             | Vinnare | Vinnare                                  | Poäng   |
| ------- | ------------------- | ------- | ---------------------------------------- | ------- |
| 1       | Tjuren              |         | Jan-Ola Stenberg (mot Filip Hammar)      | 1 - 0   |
| 2       | Trampbil            |         | Johnny Stenberg och Åsa Aronsson         | 3 - 0   |
| 3       | Quiz – Vilket djur? |         | Johnny Stenberg (mot Filip Hammar)       | 6 - 0   |
| 4       | Fotboll 5-man       |         | Familjen Stenberg                        | 10 - 0  |
| 5       | Ättestupan          |         | Johnny Stenberg och Åsa Aronsson         | 15 - 0  |
| 6       | Medelsvensson       |         | Johnny Stenberg (mot Fredrik Wikingsson) | 21 - 0  |
| 7       | Quiz – Vem är det?  |         | Filip Hammar (mot Johnny Stenberg)       | 21 - 7  |
| 8       | Spökboll            |         | Filip Hammar och Fredrik Wikingsson      | 21 - 15 |
| 9       | Quiz – Skivomslaget |         | Filip Hammar (mot Johnny Stenberg)       | 21 - 24 |
| 10      | Omeletten           |         | Filip Hammar och Fredrik Wikingsson      | 21 - 34 |

- Familjen Stenberg förlorade tävlingen och 250 000 kr gick vidare till nästa vecka.

### Avsnitt 2 – Christoffer von Essen
Filip och Fredrik mötte Christoffer von Essen som fick Magdalena Forsberg som coach. Programmet sändes 14 november 2010.
Fredrik hade förvärrat sin knäskada från förra programmet och blev ersatt av Felix Herngren i detta program.
Christoffer von Essen vann en kvaltävling mot Henrik Olsson för att få delta i programmet.
| Tävling | Tävling                     | Vinnare | Vinnare                                    | Poäng   |
| ------- | --------------------------- | ------- | ------------------------------------------ | ------- |
| 1       | Motorsågen                  |         | Christoffer von Essen (mot Filip Hammar)   | 1 - 0   |
| 2       | Ekorrhjulet                 |         | Filip Hammar (mot Christoffer von Essen)   | 1 - 2   |
| 3       | Quiz – Hur många bokstäver? |         | Christoffer von Essen (mot Filip Hammar)   | 4 - 2   |
| 4       | Folkracefotboll – 2 vs 2    |         | Filip Hammar och Felix Herngren            | 4 - 6   |
| 5       | Född i farstun?             |         | Filip Hammar (mot Christoffer von Essen)   | 4 - 11  |
| 6       | Quiz – Var på kartan?       |         | Filip Hammar (mot Christoffer von Essen)   | 4 - 17  |
| 7       | Prickskytte                 |         | Felix Herngren (mot Magdalena Forsberg)    | 4 - 24  |
| 8       | Tornet                      |         | Christoffer von Essen (mot Felix Herngren) | 12 - 24 |
| 9       | Quiz – Nationalsång?        |         | Filip Hammar (mot Christoffer von Essen)   | 12 - 33 |
| 10      | Först till 40               |         | Felix Herngren (mot Christoffer von Essen) | 12 - 43 |

- Christoffer von Essen förlorade tävlingen och 500 000 kr gick vidare till nästa vecka.

### Avsnitt 3 – Syskonen Cardell
Filip och Fredrik mötte syskonparet Hanna och Johan Cardell. Programmet sändes 21 november 2010.
| Tävling | Tävling               | Vinnare | Vinnare                                | Poäng   |
| ------- | --------------------- | ------- | -------------------------------------- | ------- |
| 1       | Paintball-snurr       |         | Hanna Cardell och Johan Cardell        | 1 - 0   |
| 2       | Rullstolsrace         |         | Hanna Cardell och Johan Cardell        | 3 - 0   |
| 3       | Quiz – Huvudräkning   |         | Fredrik Wikingsson (mot Johan Cardell) | 3 - 3   |
| 4       | Vattenblobben         |         | Hanna Cardell och Johan Cardell        | 7 - 3   |
| 5       | TV-spelet             |         | Fredrik Wikingsson (mot Hanna Cardell) | 7 - 8   |
| 6       | Slalom-bandy          |         | Filip Hammar och Fredrik Wikingsson    | 7 - 14  |
| 7       | Quiz – Vilken flagga? |         | Filip Hammar (mot Hanna Cardell)       | 7 - 21  |
| 8       | Tennis                |         | Johan Cardell (mot Filip Hammar)       | 15 - 21 |
| 9       | Quiz – Vilken blomma? |         | Hanna Cardell (mot Filip Hammar)       | 24 - 21 |
| 10      | Stapla backar         |         | Hanna Cardell och Johan Cardell        | 34 - 21 |

- Hanna och Johan Cardell vann tävlingen och kammade hem 750 000 kr.

### Avsnitt 4 – Familjen Mercil
Filip och Fredrik mötte familjen Mercil som bestod av pappa Ayhan, mamma Åsa och sönerna Rasmus och Viktor. Programmet sändes 28 november 2010.
| Tävling | Tävling              | Vinnare | Vinnare                                | Poäng   |
| ------- | -------------------- | ------- | -------------------------------------- | ------- |
| 1       | Speedbasket          |         | Rasmus Mercil och Viktor Mercil        | 1 - 0   |
| 2       | Bowling              |         | Filip Hammar (mot Ayhan Mercil)        | 1 - 2   |
| 3       | Quiz – Finn ett fel  |         | Fredrik Wikingsson (mot Åsa Mercil)    | 1 - 5   |
| 4       | Panzarvagnen         |         | Filip Hammar och Fredrik Wikingsson    | 1 - 9   |
| 5       | Lövblåsboll          |         | Filip Hammar och Fredrik Wikingsson    | 1 - 14  |
| 6       | Quiz – Vem vet mest? |         | Filip Hammar (mot Åsa Mercil)          | 1 - 20  |
| 7       | Gallret              |         | Rasmus Mercil (mot Fredrik Wikingsson) | 8 - 20  |
| 8       | Badminton            |         | Fredrik Wikingsson (mot Ayhan Mercil)  | 8 - 28  |
| 9       | Labyrintspelet       |         | Viktor Mercil (mot Filip Hammar)       | 17 - 28 |
| 10      | Quiz – Fotbolls-VM   |         | Filip Hammar (mot Viktor Mercil)       | 17 - 38 |

- Familjen Mercil förlorade tävlingen och 250 000 kr gick vidare till nästa vecka.

### Avsnitt 5 – Peter Rundberg
Filip och Fredrik mötte Peter Rundberg som fick Yannick Tregaro som coach. Programmet sändes 5 december 2010.
| Tävling | Tävling             | Vinnare | Vinnare                                  | Poäng   |
| ------- | ------------------- | ------- | ---------------------------------------- | ------- |
| 1       | Gissa vikten        |         | Peter Rundberg (mot Filip Hammar)        | 1 - 0   |
| 2       | Blåsboll            |         | Peter Rundberg (mot Fredrik Wikingsson)  | 3 - 0   |
| 3       | Quiz – Huvudräkning |         | Peter Rundberg (mot Fredrik Wikingsson)  | 6 - 0   |
| 4       | Pac-Man             |         | Peter Rundberg och Yannick Tregaro       | 10 - 0  |
| 5       | Pilbåge             |         | Fredrik Wikingsson (mot Peter Rundberg)  | 10 - 5  |
| 6       | Jämfotahopp         |         | Yannick Tregaro (mot Fredrik Wikingsson) | 16 - 5  |
| 7       | Quiz – Hur många?   |         | Filip Hammar (mot Peter Rundberg)        | 16 - 12 |
| 8       | Rullbandsmemory     |         | Peter Rundberg (mot Filip Hammar)        | 24 - 12 |
| 9       | Quiz – Skivomslaget |         | Filip Hammar (mot Peter Rundberg)        | 24 - 21 |
| 10      | Golf                |         | Fredrik Wikingsson (mot Peter Rundberg)  | 24 - 31 |
| 11      | Pennan i flaskan    |         | Peter Rundberg (mot Fredrik Wikingsson)  | 35 - 31 |

- Peter Rundberg vann tävlingen och kammade hem 500 000 kr.

### Avsnitt 6 – Michaela Wåhlberg
Filip och Fredrik mötte Michaela Wåhlberg som fick Björn Ferry som coach. Programmet sändes 12 december 2010.
| Tävling | Tävling               | Vinnare | Vinnare                                    | Poäng   |
| ------- | --------------------- | ------- | ------------------------------------------ | ------- |
| 1       | Hippodromen           |         | Fredrik Wikingsson (mot Michaela Wåhlberg) | 0 - 1   |
| 2       | Bordtennis            |         | Filip Hammar och Fredrik Wikingsson        | 0 - 3   |
| 3       | Quiz – Baklängesmusik |         | Filip Hammar (mot Michaela Wåhlberg)       | 0 - 6   |
| 4       | Grillfesten           |         | Michaela Wåhlberg och Björn Ferry          | 4 - 6   |
| 5       | Fäktning              |         | Fredrik Wikingsson (mot Björn Ferry)       | 4 - 11  |
| 6       | TV-spelet             |         | Michaela Wåhlberg (mot Filip Hammar)       | 10 - 11 |
| 7       | Quiz – Var på kartan? |         | Filip Hammar (mot Michaela Wåhlberg)       | 10 - 18 |
| 8       | Omeletten             |         | Michaela Wåhlberg och Björn Ferry          | 18 - 18 |
| 9       | Quiz – Vem är det?    |         | Filip Hammar (mot Michaela Wåhlberg)       | 18 - 27 |
| 10      | Kontorsbasket         |         | Fredrik Wikingsson (mot Michaela Wåhlberg) | 18 - 37 |

- Michaela Wåhlberg förlorade tävlingen och 250 000 kr gick vidare till nästa vecka.

### Avsnitt 7 – Olle Wallner
Filip och Fredrik mötte Olle Wallner som fick Louise Karlsson som coach. Programmet sändes 19 december 2010.
Olle Wallner vann kampen om att delta efter att ha vunnit i tävlingen Idioten mot Erik Karlsson.
| Tävling | Tävling             | Vinnare | Vinnare                                  | Poäng   |
| ------- | ------------------- | ------- | ---------------------------------------- | ------- |
| 1       | Isbyxan             |         | Olle Wallner (mot Filip Hammar)          | 1 - 0   |
| 2       | Dubbeltennis        |         | Filip Hammar och Fredrik Wikingsson      | 1 - 2   |
| 3       | Quiz – Vilket år?   |         | Fredrik Wikingsson (mot Olle Wallner)    | 1 - 5   |
| 4       | Stocken             |         | Olle Wallner (mot Filip Hammar)          | 5 - 5   |
| 5       | Elektriska stolen   |         | Olle Wallner (mot Filip Hammar)          | 10 - 5  |
| 6       | Quiz – Vilken film? |         | Fredrik Wikingsson (mot Olle Wallner)    | 10 - 11 |
| 7       | Medelsvensson       |         | Olle Wallner (mot Filip Hammar)          | 17 - 11 |
| 8       | Golfputten          |         | Fredrik Wikingsson (mot Louise Karlsson) | 17 - 19 |
| 9       | Quiz – Vilken land? |         | Filip Hammar (mot Olle Wallner)          | 17 - 28 |
| 10      | Boule               |         | Olle Wallner (mot Fredrik Wikingsson)    | 27 - 28 |
| 11      | Sockerbiten         |         | Olle Wallner (mot Filip Hammar)          | 38 - 28 |

- Olle Wallner vann tävlingen och kammade hem 500 000 kr.

### Avsnitt 8-10 – Stefan Holm (Holmgången)
Filip och Fredrik mötte Stefan Holm under tre avsnitt. Ingvar Oldsberg gästade som programledare under tävling 5. Programmen sändes 21-23 december 2010.
Del 1 innehöll tävlingarna 1-4, del 2 innehöll tävlingarna 5-9 och del 3 innehöll resterande tävlingar 10-16.
| Tävling | Tävling               | Vinnare | Vinnare                              | Poäng   |
| ------- | --------------------- | ------- | ------------------------------------ | ------- |
| 1       | Klätterpling          |         | Fredrik Wikingsson (mot Stefan Holm) | 0 - 1   |
| 2       | Bordtennis            |         | Stefan Holm (mot Filip Hammar)       | 2 - 1   |
| 3       | Quiz – Sport          |         | Stefan Holm (mot Filip Hammar)       | 5 - 1   |
| 4       | Ättestupan            |         | Fredrik Wikingsson (mot Stefan Holm) | 5 - 5   |
|         |                       |         |                                      |         |
| 5       | Bardisken             |         | Filip Hammar (mot Stefan Holm)       | 5 - 10  |
| 6       | Quiz – Var på kartan? |         | Stefan Holm (mot Filip Hammar)       | 11 - 10 |
| 7       | Boxning               |         | Fredrik Wikingsson (mot Stefan Holm) | 11 - 17 |
| 8       | Quiz – Baklängesmusik |         | Filip Hammar (mot Stefan Holm)       | 11 - 25 |
| 9       | Skala banan           |         | Stefan Holm (mot Filip Hammar)       | 20 - 25 |
|         |                       |         |                                      |         |
| 10      | Tjuren                |         | Fredrik Wikingsson (mot Stefan Holm) | 20 - 35 |
| 11      | Gokart                |         | Stefan Holm (mot Filip Hammar)       | 31 - 35 |
| 12      | Quiz – Vem är det?    |         | Filip Hammar (mot Stefan Holm)       | 31 - 47 |
| 13      | Telefonkatalogen      |         | Filip Hammar (mot Stefan Holm)       | 31 - 60 |
| 14      | Kort saknas           |         | Stefan Holm (mot Fredrik Wikingsson) | 45 - 60 |
| 15      | Straffar              |         | Stefan Holm (mot Filip Hammar)       | 60 - 60 |
| 16      | Kasta hatt            |         | Fredrik Wikingsson (mot Stefan Holm) | 60 - 76 |

- Filip och Fredrik besegrade Stefan Holm och vann Holmgången med 76-60.

## Säsong 4

### Avsnitt 1 – Felix Herngren och Thomas Bodström
Filip och Fredrik mötte komikern Felix Herngren och före detta justitieministern Thomas Bodström. Programmet sändes 23 oktober 2011.
| Tävling | Tävling               | Vinnare | Vinnare                             | Poäng   |
| ------- | --------------------- | ------- | ----------------------------------- | ------- |
| 1       | Ballongburen          |         | Felix Herngren och Thomas Bodström  | 1 - 0   |
| 2       | Tennis                |         | Filip Hammar och Fredrik Wikingsson | 1 - 2   |
| 3       | Quiz – Var på kartan? |         | Filip Hammar (mot Thomas Bodström)  | 1 - 5   |
| 4       | Tornkranen            |         | Felix Herngren och Thomas Bodström  | 5 - 5   |
| 5       | Korven                |         | Filip Hammar (mot Felix Herngren)   | 5 - 10  |
| 6       | Quiz – Vem är det?    |         | Filip Hammar (mot Thomas Bodström)  | 5 - 16  |
| 7       | Ishockey              |         | Felix Herngren och Thomas Bodström  | 12 - 16 |
| 8       | Frisparkar            |         | Felix Herngren och Thomas Bodström  | 20 - 16 |
| 9       | Quiz – Vilken flagga? |         | Filip Hammar (mot Felix Herngren)   | 20 - 25 |
| 10      | Ölpong                |         | Thomas Bodström (mot Filip Hammar)  | 30 - 25 |
| 11      | Strutboll             |         | Filip Hammar och Fredrik Wikingsson | 30 - 36 |

- Filip och Fredrik besegrade Felix Herngren och Thomas Bodström och vann tävlingen med 36-30.

### Avsnitt 2 – Ola Rapace och Micke Leijnegard
Filip och Fredrik mötte skådespelaren Ola Rapace och programledaren Micke Leijnegard. Programmet sändes 30 oktober 2011.
| Tävling | Tävling                 | Vinnare | Vinnare                                   | Poäng   |
| ------- | ----------------------- | ------- | ----------------------------------------- | ------- |
| 1       | Iströjan                |         | Micke Leijnegard (mot Fredrik Wikingsson) | 1 - 0   |
| 2       | Innebandy               |         | Filip Hammar och Fredrik Wikingsson       | 1 - 2   |
| 3       | Quiz – Vilken TV-serie? |         | Fredrik Wikingsson (mot Micke Leijnegard) | 1 - 5   |
| 4       | Crosscart               |         | Filip Hammar och Fredrik Wikingsson       | 1 - 9   |
| 5       | Fäktning                |         | Ola Rapace (mot Fredrik Wikingsson)       | 6 - 9   |
| 6       | Quiz – Var på kartan?   |         | Filip Hammar (mot Micke Leijnegard)       | 6 - 15  |
| 7       | Brottning               |         | Ola Rapace (mot Filip Hammar)             | 13 - 15 |
| 8       | Klassrummet             |         | Micke Leijnegard (mot Fredrik Wikingsson) | 21 - 15 |
| 9       | Quiz – Vem är det?      |         | Filip Hammar (mot Micke Leijnegard)       | 21 - 24 |
| 10      | Först till 40           |         | Fredrik Wikingsson (mot Ola Rapace)       | 21 - 34 |

- Filip och Fredrik besegrade Ola Rapace och Micke Leijnegard och vann tävlingen med 34-21.

### Avsnitt 3 – Peter Magnusson och Hanna Ljungberg
Filip och Fredrik mötte skådespelaren Peter Magnusson och före detta fotbollsspelaren Hanna Ljungberg. Programmet sändes 6 november 2011.
| Tävling | Tävling             | Vinnare | Vinnare                                  | Poäng   |
| ------- | ------------------- | ------- | ---------------------------------------- | ------- |
| 1       | Balansbana          |         | Hanna Ljungberg (mot Fredrik Wikingsson) | 1 - 0   |
| 2       | Speedminton         |         | Filip Hammar och Fredrik Wikingsson      | 1 - 2   |
| 3       | Quiz – Sortera      |         | Peter Magnusson (mot Filip Hammar)       | 4 - 2   |
| 4       | Dragrace            |         | Fredrik Wikingsson (mot Hanna Ljungberg) | 4 - 6   |
| 5       | Sverige-dart        |         | Filip Hammar och Fredrik Wikingsson      | 4 - 11  |
| 6       | Quiz – Finn ett fel |         | Fredrik Wikingsson (mot Hanna Ljungberg) | 4 - 17  |
| 7       | Beachvolley         |         | Filip Hammar och Fredrik Wikingsson      | 4 - 24  |
| 8       | Gallret             |         | Peter Magnusson (mot Fredrik Wikingsson) | 12 - 24 |
| 9       | Quiz – Memory       |         | Filip Hammar (mot Peter Magnusson)       | 12 - 33 |
| 10      | Omeletten           |         | Peter Magnusson och Hanna Ljungberg      | 22 - 33 |
| 11      | Sockerbiten         |         | Filip Hammar och Fredrik Wikingsson      | 22 - 44 |

- Filip och Fredrik besegrade Peter Magnusson och Hanna Ljungberg och vann tävlingen med 44-22.

### Avsnitt 4 – Jonas Björkman och Thomas Johansson
Filip och Fredrik mötte före detta tennisspelarna Jonas Björkman och Thomas Johansson. Programmet sändes 13 november 2011.
| Tävling | Tävling                   | Vinnare | Vinnare                                 | Poäng   |
| ------- | ------------------------- | ------- | --------------------------------------- | ------- |
| 1       | Flyttlådan                |         | Filip Hammar och Fredrik Wikingsson     | 0 - 1   |
| 2       | Pingis                    |         | Jonas Björkman och Thomas Johansson     | 2 - 1   |
| 3       | Quiz – Vilket djur?       |         | Thomas Johansson (mot Filip Hammar)     | 5 - 1   |
| 4       | Ponnytrav                 |         | Filip Hammar och Fredrik Wikingsson     | 5 - 5   |
| 5       | Blåsboll                  |         | Jonas Björkman och Thomas Johansson     | 10 - 5  |
| 6       | Quiz – Vem är det?        |         | Filip Hammar (mot Thomas Johansson)     | 10 - 11 |
| 7       | Jämfotahopp               |         | Fredrik Wikingsson (mot Jonas Björkman) | 10 - 18 |
| 8       | Burfotboll                |         | Jonas Björkman och Thomas Johansson     | 18 - 18 |
| 9       | Quiz – Vilket skivomslag? |         | Filip Hammar (mot Thomas Johansson)     | 18 - 27 |
| 10      | Bollen i röret            |         | Jonas Björkman och Thomas Johansson     | 28 - 27 |
| 11      | Kort saknas               |         | Fredrik Wikingsson (mot Jonas Björkman) | 28 - 38 |

- Filip och Fredrik besegrade Jonas Björkman och Thomas Johansson och vann tävlingen med 38-28.

### Avsnitt 5 – Frank Andersson och Maria Wetterstrand
Filip och Fredrik mötte före detta brottaren Frank Andersson och språkröret Maria Wetterstrand. Programmet sändes 20 november 2011.
Janne Schaffer gästade som gitarrist under tävling 8.
| Tävling | Tävling               | Vinnare | Vinnare                                     | Poäng   |
| ------- | --------------------- | ------- | ------------------------------------------- | ------- |
| 1       | Tunnan                |         | Frank Andersson och Maria Wetterstrand      | 1 - 0   |
| 2       | Bära böcker           |         | Fredrik Wikingsson (mot Frank Andersson)    | 1 - 2   |
| 3       | Quiz – Var på kartan? |         | Filip Hammar (mot Maria Wetterstrand)       | 1 - 5   |
| 4       | Radiobilfotboll       |         | Frank Andersson och Maria Wetterstrand      | 5 - 5   |
| 5       | Hopprep               |         | Fredrik Wikingsson (mot Frank Andersson)    | 5 - 10  |
| 6       | Quiz – Sortera        |         | Filip Hammar (mot Maria Wetterstrand)       | 5 - 16  |
| 7       | Krocket               |         | Frank Andersson (mot Fredrik Wikingsson)    | 12 - 16 |
| 8       | Trubaduren            |         | Filip Hammar och Fredrik Wikingsson         | 12 - 24 |
| 9       | Quiz – Memory         |         | Maria Wetterstrand (mot Fredrik Wikingsson) | 21 - 24 |
| 10      | Bardisken             |         | Filip Hammar och Fredrik Wikingsson         | 21 - 34 |

- Filip och Fredrik besegrade Frank Andersson och Maria Wetterstrand och vann tävlingen med 34-21.

### Avsnitt 6 – Patrik Sjöberg och Mattias Sunneborn
Filip och Fredrik mötte före detta höjdhopparen Patrik Sjöberg och före detta längdhopparen Mattias Sunneborn. Programmet sändes 20 november 2011.
Ramona Karlsson gästade som jagande polis under tävling 4.
| Tävling | Tävling               | Vinnare | Vinnare                                    | Poäng   |
| ------- | --------------------- | ------- | ------------------------------------------ | ------- |
| 1       | Porslinsfrisbee       |         | Patrik Sjöberg och Mattias Sunneborn       | 1 - 0   |
| 2       | Basket                |         | Patrik Sjöberg och Mattias Sunneborn       | 3 - 0   |
| 3       | Quiz – Finn ett fel   |         | Fredrik Wikingsson (mot Mattias Sunneborn) | 3 - 3   |
| 4       | Tjuv & polis          |         | Patrik Sjöberg och Mattias Sunneborn       | 7 - 3   |
| 5       | Blåsboll              |         | Filip Hammar och Fredrik Wikingsson        | 7 - 8   |
| 6       | Quiz – Baklängesmusik |         | Filip Hammar (mot Patrik Sjöberg)          | 7 - 14  |
| 7       | Golf                  |         | Fredrik Wikingsson (mot Mattias Sunneborn) | 7 - 21  |
| 8       | Född i farstun        |         | Patrik Sjöberg (mot Filip Hammar)          | 15 - 21 |
| 9       | Quiz – Vem är det?    |         | Filip Hammar (mot Mattias Sunneborn)       | 15 - 30 |
| 10      | Fotbollsstraffar      |         | Patrik Sjöberg och Mattias Sunneborn       | 25 - 30 |
| 11      | Kasta ölunderlägg     |         | Patrik Sjöberg och Mattias Sunneborn       | 36 - 30 |

- Patrik Sjöberg och Mattias Sunneborn besegrade Filip och Fredrik och vann tävlingen med 36-30.

## Säsong 5

### Avsnitt 1 – Pernilla Wiberg och Thomas Fogdö
Filip och Fredrik mötte före detta skidåkarna Pernilla Wiberg och Thomas Fogdö. Programmet sändes 18 november 2012.
| Tävling | Tävling               | Vinnare | Vinnare                                  | Poäng   |
| ------- | --------------------- | ------- | ---------------------------------------- | ------- |
| 1       | Busungar              |         | Filip Hammar och Fredrik Wikingsson      | 0 - 1   |
| 2       | Quiz – Baklängesmusik |         | Filip Hammar (mot Thomas Fogdö)          | 0 - 3   |
| 3       | Shuffleboard          |         | Pernilla Wiberg och Thomas Fogdö         | 3 - 3   |
| 4       | Tornkranen            |         | Pernilla Wiberg och Thomas Fogdö         | 7 - 3   |
| 5       | Styltor               |         | Fredrik Wikingsson (mot Pernilla Wiberg) | 7 - 8   |
| 6       | Quiz – Vilken flagga? |         | Pernilla Wiberg (mot Filip Hammar)       | 13 - 8  |
| 7       | Bågskytte             |         | Thomas Fogdö (mot Filip Hammar)          | 20 - 8  |
| 8       | Quiz – Vem är det?    |         | Filip Hammar (mot Pernilla Wiberg)       | 20 - 16 |
| 9       | Blåsboll              |         | Pernilla Wiberg och Thomas Fogdö         | 29 - 16 |
| 10      | Frisbeegolf           |         | Filip Hammar och Fredrik Wikingsson      | 29 - 26 |
| 11      | Sockerbiten           |         | Pernilla Wiberg och Thomas Fogdö         | 40 - 26 |

- Pernilla Wiberg och Thomas Fogdö besegrade Filip och Fredrik och vann tävlingen med 40-26.

### Avsnitt 2 – Henrik Larsson och Henrik Johnsson
Filip och Fredrik mötte före detta fotbollsspelaren Henrik Larsson och programledaren Henrik Johnsson. Programmet sändes 25 november 2012.
| Tävling | Tävling               | Vinnare | Vinnare                                  | Poäng   |
| ------- | --------------------- | ------- | ---------------------------------------- | ------- |
| 1       | Yxan                  |         | Henrik Larsson (mot Filip Hammar)        | 1 - 0   |
| 2       | Bordtennis            |         | Henrik Larsson och Henrik Johnsson       | 3 - 0   |
| 3       | Quiz – TV-vinjetter   |         | Fredrik Wikingsson (mot Henrik Johnsson) | 3 - 3   |
| 4       | Bilfotboll            |         | Henrik Larsson och Henrik Johnsson       | 7 - 3   |
| 5       | Född i farstun        |         | Henrik Larsson och Henrik Johnsson       | 12 - 3  |
| 6       | Quiz – Skivomslag     |         | Filip Hammar (mot Henrik Johnsson)       | 12 - 9  |
| 7       | Brottning             |         | Henrik Larsson (mot Filip Hammar)        | 19 - 9  |
| 8       | Biljard               |         | Henrik Larsson och Henrik Johnsson       | 27 - 9  |
| 9       | Quiz – Var på kartan? |         | Filip Hammar (mot Henrik Larsson)        | 27 - 18 |
| 10      | Kort saknas           |         | Fredrik Wikingsson (mot Henrik Johnsson) | 27 - 28 |
| 11      | Kasta hatt            |         | Filip Hammar och Fredrik Wikingsson      | 27 - 39 |

- Filip och Fredrik besegrade Henrik Larsson och Henrik Johnsson och vann tävlingen med 39-27.

### Avsnitt 3 – Patrick Ekwall och Daniel Nannskog
Filip och Fredrik mötte sportjournalisten Patrick Ekwall och före detta fotbollsspelaren Daniel Nannskog. Programmet sändes 2 december 2012.
| Tävling | Tävling                   | Vinnare | Vinnare                                  | Poäng   |
| ------- | ------------------------- | ------- | ---------------------------------------- | ------- |
| 1       | Flyttlådan                |         | Filip Hammar och Fredrik Wikingsson      | 0 - 1   |
| 2       | Basket                    |         | Patrick Ekwall och Daniel Nannskog       | 2 - 1   |
| 3       | Quiz – Vilket hemmaställ? |         | Patrick Ekwall (mot Filip Hammar)        | 5 - 1   |
| 4       | Folkrace                  |         | Filip Hammar och Fredrik Wikingsson      | 5 - 5   |
| 5       | Sortera flaggor           |         | Filip Hammar (mot Patrick Ekwall)        | 5 - 10  |
| 6       | Tennis                    |         | Filip Hammar och Fredrik Wikingsson      | 5 - 16  |
| 7       | Quiz – Vem är det?        |         | Filip Hammar (mot Patrick Ekwall)        | 5 - 23  |
| 8       | Korven                    |         | Daniel Nannskog (mot Fredrik Wikingsson) | 13 - 23 |
| 9       | Quiz – Var på kartan?     |         | Filip Hammar (mot Patrick Ekwall)        | 13 - 32 |
| 10      | Livbojen                  |         | Filip Hammar och Fredrik Wikingsson      | 13 - 42 |

- Filip och Fredrik besegrade Patrick Ekwall och Daniel Nannskog och vann tävlingen med 42-13.

### Avsnitt 4 – Björn Ferry och Heidi Andersson
Filip och Fredrik mötte före detta skidskytten Björn Ferry och armbryterskan Heidi Andersson. Programmet sändes 9 december 2012.
| Tävling | Tävling             | Vinnare | Vinnare                              | Poäng   |
| ------- | ------------------- | ------- | ------------------------------------ | ------- |
| 1       | Sågen               |         | Filip Hammar och Fredrik Wikingsson  | 0 - 1   |
| 2       | Quiz – Vilket djur? |         | Heidi Andersson (mot Filip Hammar)   | 2 - 1   |
| 3       | Spökboll            |         | Filip Hammar och Fredrik Wikingsson  | 2 - 4   |
| 4       | Bilskroten          |         | Filip Hammar och Fredrik Wikingsson  | 2 - 8   |
| 5       | Jämfotahopp         |         | Fredrik Wikingsson (mot Björn Ferry) | 2 - 13  |
| 6       | Quiz – Finn ett fel |         | Björn Ferry (mot Fredrik Wikingsson) | 8 - 13  |
| 7       | Minigolf            |         | Filip Hammar och Fredrik Wikingsson  | 8 - 20  |
| 8       | Känn din vän        |         | Björn Ferry och Heidi Andersson      | 16 - 20 |
| 9       | Quiz – Sortera      |         | Björn Ferry (mot Filip Hammar)       | 25 - 20 |
| 10      | Basketstraff        |         | Björn Ferry och Heidi Andersson      | 35 - 20 |

- Björn Ferry och Heidi Andersson besegrade Filip och Fredrik och vann tävlingen med 35-20.

### Avsnitt 5 – Kim Andersson och Dalibor Doder
Filip och Fredrik mötte handbollsspelarna Kim Andersson och Dalibor Doder. Programmet sändes 16 december 2012.
| Tävling | Tävling              | Vinnare | Vinnare                                | Poäng   |
| ------- | -------------------- | ------- | -------------------------------------- | ------- |
| 1       | Ballongburen         |         | Kim Andersson och Dalibor Doder        | 1 - 0   |
| 2       | Innebandy            |         | Filip Hammar och Fredrik Wikingsson    | 1 - 2   |
| 3       | Quiz – Memory        |         | Fredrik Wikingsson (mot Kim Andersson) | 1 - 5   |
| 4       | Decemberkåsan        |         | Kim Andersson och Dalibor Doder        | 5 - 5   |
| 5       | TV-spelet            |         | Kim Andersson (mot Fredrik Wikingsson) | 10 - 5  |
| 6       | Badminton            |         | Filip Hammar och Fredrik Wikingsson    | 10 - 11 |
| 7       | Quiz – Filmaffischer |         | Fredrik Wikingsson (mot Kim Andersson) | 10 - 18 |
| 8       | Airhockey            |         | Kim Andersson (mot Filip Hammar)       | 18 - 18 |
| 9       | Quiz – Basket        |         | Dalibor Doder (mot Filip Hammar)       | 27 - 18 |
| 10      | Tärning till 40      |         | Dalibor Doder (mot Fredrik Wikingsson) | 37 - 18 |

- Kim Andersson och Dalibor Doder besegrade Filip och Fredrik och vann tävlingen med 37-18.

### Avsnitt 6 – Pär Lernström och Robin Paulsson
Filip och Fredrik mötte programledaren Pär Lernström och ståuppkomikern Robin Paulsson. Programmet sändes 23 december 2012.
| Tävling | Tävling             | Vinnare | Vinnare                                 | Poäng   |
| ------- | ------------------- | ------- | --------------------------------------- | ------- |
| 1       | Isbyxan             |         | Filip Hammar (mot Robin Paulsson)       | 0 - 1   |
| 2       | Burfotboll          |         | Filip Hammar och Fredrik Wikingsson     | 0 - 3   |
| 3       | Quiz – TV-vinjetter |         | Fredrik Wikingsson (mot Pär Lernström)  | 0 - 6   |
| 4       | Monstertruck        |         | Pär Lernström och Robin Paulsson        | 4 - 6   |
| 5       | Luftgevär           |         | Fredrik Wikingsson (mot Pär Lernström)  | 4 - 11  |
| 6       | 1 till 5            |         | Filip Hammar (mot Pär Lernström)        | 4 - 17  |
| 7       | Golfbilen           |         | Filip Hammar och Fredrik Wikingsson     | 4 - 24  |
| 8       | Quiz – Memory       |         | Fredrik Wikingsson (mot Robin Paulsson) | 4 - 32  |
| 9       | Bardisken           |         | Pär Lernström och Robin Paulsson        | 13 - 32 |
| 10      | Quiz – Vem är det?  |         | Filip Hammar (mot Robin Paulsson)       | 13 - 42 |

- Filip och Fredrik besegrade Pär Lernström och Robin Paulsson och vann tävlingen med 42-13.